# 米佐播棋
米佐播棋（Vai Lung Thlan），是流傳於印度米佐拉姆邦中米佐人的播棋類。

## 棋具
- 長方形棋盤，分為兩列各六棋洞，兩方玩家各分一列。

- 初始佈置時，每洞有五顆棋子。

## 規則
- 雙方輪流從己方一個棋洞取出該洞的所有棋子，以順時針方向分配到其他洞中，一洞分配一顆，直到分配完。最後分配的一顆棋子若落在原本無棋子的棋洞時，以逆時鐘方向將之前棋洞的棋子全部取走作分數，以此類推，直到遇到空棋洞。

- 若無法行棋，則必須放棄回合。

- 當一方獲得超過總棋子數量一半時得勝[2]。

## 外部連結
- 遊戲介紹